# ダークイエロー
ダークイエロー（Dark yellow）とは、フローレセントオレンジや金色、ゴールデンイエローに近い色で純色の一種。タンジェリンイエロー（Tangerine yellow）とも言われる。

## 近似色
- フローレセントオレンジ
- 金色
- ゴールデンイエロー